# 布魯爾鎮區 (阿肯色州阿肯色縣)
布魯爾鎮區（英語：Brewer Township）是位於美國阿肯色州阿肯色縣的一個行政鎮區。

## 地方資料
布魯爾鎮區的面積為123.48平方千米，當中陸地面積為116.29平方千米，而水域面積為7.19平方千米。根據2010年美國人口普查的數據，當地共有人口50人，而人口密度為每平方千米0.4人。